# Sistema sociotécnico
El término sistema socio-técnico fue originalmente usado para designar la interacción obrero – máquina en ambientes de trabajo industrial. Actualmente se ha extendido su alcance para abarcar las complejas interacciones entre la tecnología y las personas, así como sus consecuencias psicológicas y culturales (observando siempre la razón con lo real y no pensado).

## Origen del término
En 1953 los investigadores F. E. Emery y E. L. Trist del Tavistock Institute de Londres acuñaron la expresión socio-technical system en un estudio sobre las condiciones de trabajo en organizaciones. Esta es la acepción laboral del término.

## Acepción laboral

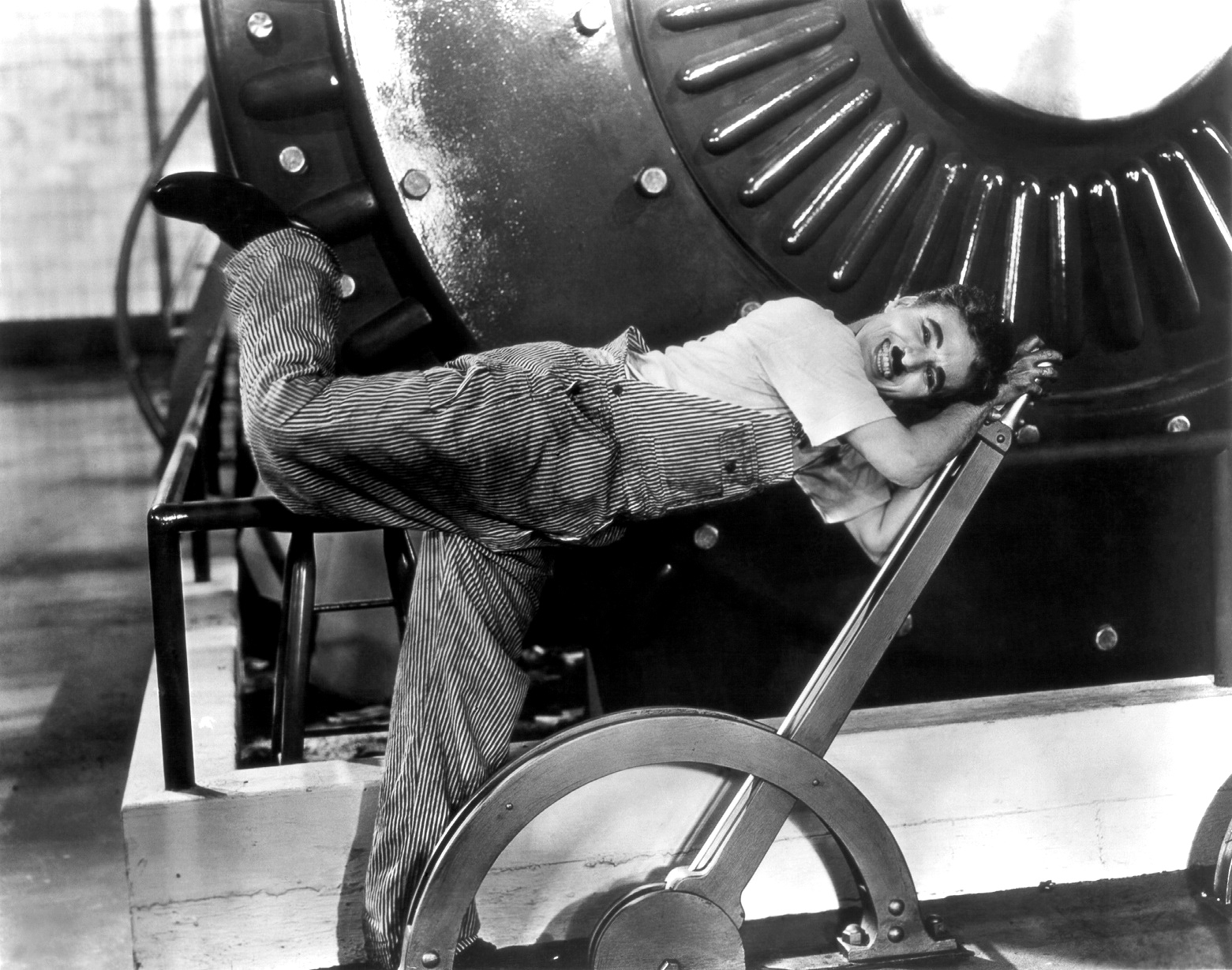
Charles Chaplin en Tiempos Modernos

Los estudios clásicos de Frederick W. Taylor, que dieron origen al denominado taylorismo, se basaron en la idea de adaptar las personas a las características de las máquinas para obtener el máximo rendimiento de su trabajo. Las ideas de Taylor fueron puestas en práctica por Henry Ford en su método de producción en cadena de automóviles. La resultante descomposición de tareas complejas en mínimos movimientos mecánicos y repetitivos, con el mínimo de tiempos muertos, satirizado por Charles Chaplin en la película Tiempos modernos, quitó sentido final al trabajo obrero y atentó tanto contra su salud física y mental como la calidad de su trabajo. Esto también puede ser observado en el cuento del chileno Baldomero Lillo, El alma de la máquina, de comienzos del siglo XX.
Los actuales métodos de organización del trabajo, uno de cuyos exponentes más destacados es el toyotismo se caracterizan por:
- Evitar el exceso de especialización y propender a la flexibilidad laboral.
- Incrementar la responsabilidad del trabajador en el producto final.
- Efectuar controles de calidad del producto en todas las etapas de su fabricación.
- Motivar al trabajador.
- Propender a aumentar la satisfacción del trabajador con sus tareas y a su identificación con los objetivos empresarios.

Aunque se tiende así a la humanización de las tareas, esta concepción de sistema socio-técnico considera a las personas sólo como un ingrediente del proceso productivo, los recursos humanos, cuya función es sólo proveer la energía e información necesarias para obtener un buen producto final.

## Acepción cultural
La acepción cultural de sistema socio-técnico considera de modo integral la interacción entre las personas y los medios que usan para modificar su ambiente, las tecnologías. Parte de la premisa de que la cultura (en su acepción antropológica) y las tecnologías son interdependientes, que la modificación de una necesariamente produce cambios en la otra.
Aunque sin ser explicitado con ese nombre, el concepto subyace en el método usado por los arqueólogos para la reconstrucción de las características culturales de pueblos prehistóricos a partir de sus productos materiales, la denominada cultura material. Es también uno de los ingredientes principales del materialismo histórico, cuyos aspectos científicos y tecnológicos han sido detalladamente desarrollados por el antropólogo australiano Gordon Childe y el físico irlandés John D. Bernal. En tiempos más recientes, sin invocar conceptos marxistas, ha sido reformulado a partir de una noción más rigurosa de sistema en trabajos como el del filósofo alemán G. Ropohl.
En rigor del término, la acepción laboral corresponde a un subsistema socio-técnico incluido dentro del sistema socio-técnico de una sociedad.